# KFBニュース
『KFBニュース』（ケイエフビーニュース）は、福島放送で生放送されているニュース番組。1981年9月15日のサービス放送開始時から放送されている。

## 放送時間
以前は平日の午後と夕方と20:54と土曜の11:40に（日曜は45分から）放送されていた。
- ローカルニュース
  - 平日 14:55 - 15:00（1980年代 - 2010年4月2日（2008年11月前半に一時的に休止、『ANNニュース』枠タイトル差し替え）、2011年3月22日 - 2011年9月30日（2011年3月までは『太陽と緑の健やかタイム』））
  - 平日 15:55 - 16:00（2011年10月3日 - 2012年9月28日、タイトル上は『KFBニュース』だが差し替え無し）
  - 平日 11:42 - 11:45（開局 - 現在、2014年9月26日までおよび2018年4月2日からは『大下容子ワイド!スクランブル・第1部』に内包）
  - 週末 17:50 - 17:55（『スーパーJチャンネル』に内包）
- テレビ朝日発『ANN NEWS』
  - 土曜 20:54 - 20:58（開局 - 2017年4月8日）
  - 日曜 20:54 - 21:00（開局 - 2013年3月31日）
  - 日曜 20:54 - 20:58（2013年4月7日 - 2017年4月2日）

なお、開局当初は夕方の情報生ワイド番組『イブニングふくしま』が放送されていたが、ローカルニュースとしては別途、左記番組の終了後（当初18:24 - 18:30→のちに1983年4月以後は18:18 - 18:25）に当番組が放送されていた。1986年9月29日から、『ANNニュースレーダー』の全国ネットニュース枠が18時から18:20に繰り上げられた際、それに続ける形で『KFBニュースレーダー』としてリニューアルされる形で統合された。

## テーマ曲
- 「BIG SKY」(作詞:伊藤アキラ、作曲:瀬尾一三、歌:須藤薫)
  - 1981年の開局時から使用されていた、当時のKFBのイメージソング。
- 「Rainbow In The Universe」（作曲：浅倉大介、アルバム『D-Trick』に収録）
  - 1990年代から10年以上全く変わることなく使用され、『ふくしまニュース1番街』ではロングバージョンが使用されていた（そのため、一貫してSD画質）。右下には「ANN」（2003年9月28日以前のもの）と添えられていた。
  - かつては同系列の九州朝日放送の『KBCニュースピア』や鹿児島テレビの『KTSニュース』などに加えて、1997年度『スーパーJチャンネル』の17時台オープニング明けのBGMとして使用されていた。
  - 昼と午後の時間帯のニュースに使われていたが、2007年11月ごろから昼のニュースのオープニング自体が削除され（オープニング無しでそのままニュースへ）、2010年4月からは平日午後の時間帯の放送も一旦終了したため、長年使用されたオープニングは使用を終了した。2011年3月頃からは東日本大震災関連の報道を伝えることもあって再びネットを再開したが、オープニング差し替えは行われていない。
  - 2009年頃から、字幕放送を知らせるテロップがオープニングの右上に表示されていた。
  - OPCGは、「ふくしまニュース1番街」のを流用。
- 「Time-line」（作曲:榊原大）
  - 「ANN NEWS」の2021年1月3日までのテーマ曲。KFBでは変更後も昼11:40のニュースのOPとして使用されている。